# Jaguar D-Type
Jaguar D-Type är en sportvagn, tillverkad av den brittiska biltillverkaren Jaguar  mellan 1954 och 1957.

## Jaguar D-Type
Bilen byggde vidare på företrädaren C-Type. För att få ner luftmotståndet, monterades motorn så lågt som möjligt. Därför var den försedd med torrsumpsmörjning och monterades lutande i chassit. I övrigt var drivlinan i stort sett oförändrad. Den stora förändringen låg i karossen, som formades med högsta möjliga topphastighet på Le Mans i åtanke. Nackdelen var att strömlinjeformen gav dåligt marktryck, vilket påverkade väghållningen negativt. För att stabilisera bilen var den försedd med en stor fena bakom föraren. Från torpedväggen och bakåt bestod karossen av en självbärande monocoque. Framtill var en hjälpram skruvad mot torpedväggen. Ramen bar upp motorn och främre hjulupphängningen. Den här lösningen användes sedan även på E-Type.
Jaguar fortsatte att utveckla bilens strömlinjeform. Från 1956 fick bilen en större 3,8-liters motor.

## Jaguar XKSS

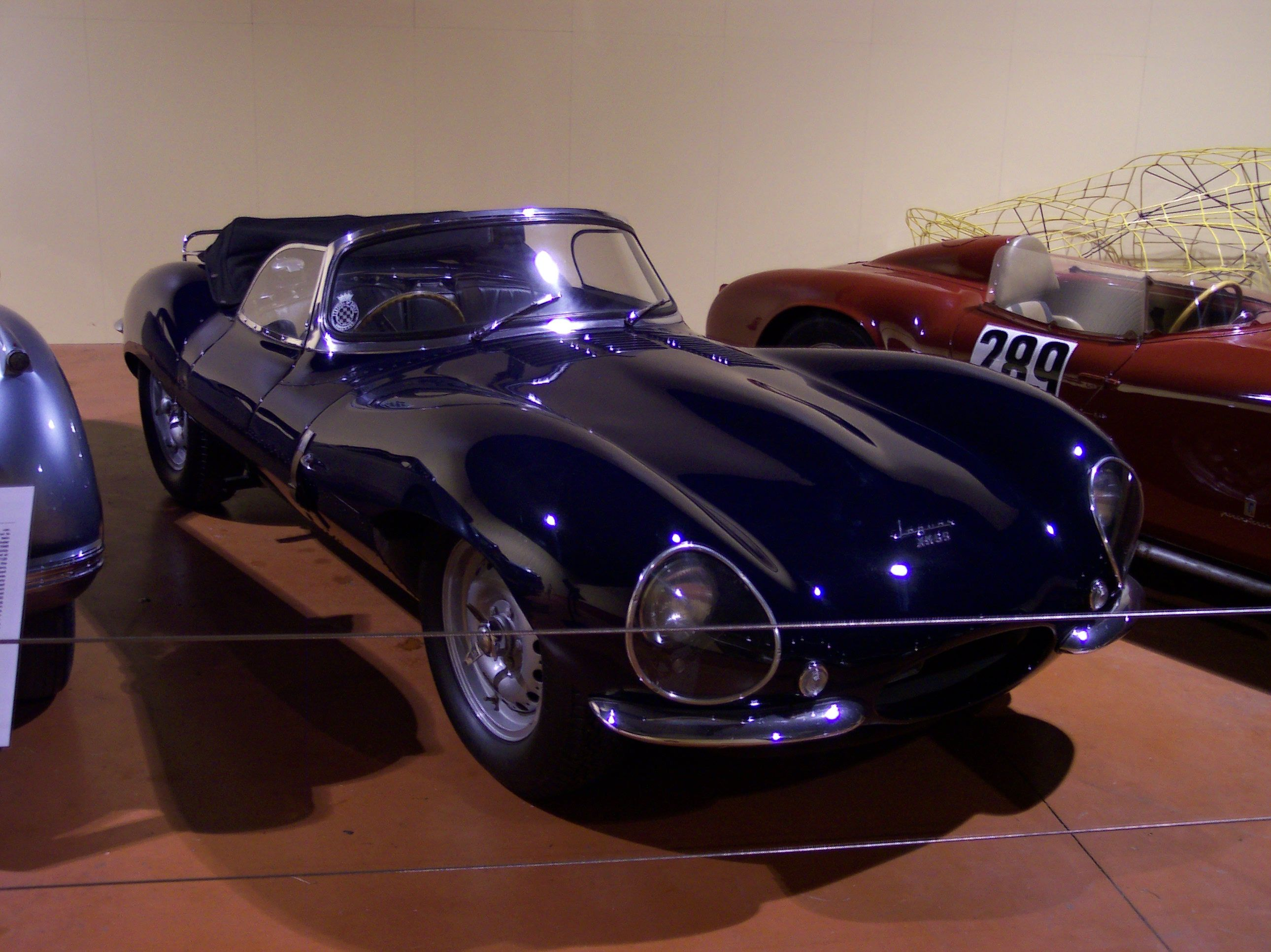
Jaguar XKSS

Efter säsongen 1956 drog sig Jaguar ur det aktiva tävlandet i eget namn. De sista bilarna såldes till privatförare, men trots det blev ett lager av osålda bilar kvar. Jagar beslutade att sälja dessa som sportbilar för landsvägsbruk. Bilarna civiliserades nödtorftigt med ett passagerarsäte med egen dörr på vänstersidan, en större vindruta och en enkel sufflett. Motorn på 250 hk hämtades från XK150S.
I februari 1957 drabbades Jaguar av en katastrof, när fabriken på Browns Lane i Coventry ödelades av en brand. När fabriken byggdes upp igen, prioriterades produktionen av personbilar och därför byggdes aldrig fler än de sexton XKSS som hunnit bli klara före branden.

## Tekniska data
| Tekniska data               | D-Type 3.4                                                             | D-Type 3.8                                                             |
| --------------------------- | ---------------------------------------------------------------------- | ---------------------------------------------------------------------- |
| Motor:                      | Frontmonterad 6-cylindrig radmotor                                     | Frontmonterad 6-cylindrig radmotor                                     |
| Cylindervolym:              | 3442 cm³                                                               | 3781 cm³                                                               |
| Borrning x slaglängd:       | 83 x 106 mm                                                            | 87 x 106 mm                                                            |
| Max effekt vid varvtal:     | 250 hk vid 5 750 v/min                                                 | 295 hk vid 6 000 v/min                                                 |
| Max vridmoment vid varvtal: | 325 Nm vid 4 000 v/min                                                 |                                                                        |
| Ventilstyrning:             | 2 överliggande kamaxlar, 2 ventiler per cylinder                       | 2 överliggande kamaxlar, 2 ventiler per cylinder                       |
| Förgasare:                  | 3 Weber DCO3                                                           | 3 Weber DCO3                                                           |
| Växellåda:                  | 4-växlad manuell                                                       | 4-växlad manuell                                                       |
| Hjulupphängning fram:       | Dubbla tvärlänkar, längsgående torsionsstavar, hydrauliska stötdämpare | Dubbla tvärlänkar, längsgående torsionsstavar, hydrauliska stötdämpare |
| Hjulupphängning bak:        | Stel bakaxel, tvärgående torsionsstav, hydrauliska stötdämpare         | Stel bakaxel, tvärgående torsionsstav, hydrauliska stötdämpare         |
| Bromsar:                    | Hydrauliska skivbromsar                                                | Hydrauliska skivbromsar                                                |
| Chassi & kaross:            | Självbärande monocoque med aluminiumkaross                             | Självbärande monocoque med aluminiumkaross                             |
| Hjulbas:                    | 229 cm                                                                 | 229 cm                                                                 |
| Torrvikt:                   | 880 kg                                                                 | 880 kg                                                                 |
| Toppfart:                   | 260 km/h                                                               | 280 km/h                                                               |

## Tävlingsresultat

### Sportvagns-VM 1954
D-Type begick sin tävlingspremiär säsongen 1954. Säsongens bästa resultat blev en andraplats på Le Mans 24-timmars för Tony Rolt och Duncan Hamilton och Jaguar slutade på tredje plats i VM-tabellen.

### Sportvagns-VM 1955
1955 vann Jaguar Sebring 12-timmars genom Briggs Cunninghams privatstall. På Le Mans vann fabriksstallet genom Mike Hawthorn och Ivor Bueb, med en privatanmäld D-Type på tredje plats. I VM slutade Jaguar på tredje plats. 

### Sportvagns-VM 1956
Sportvagns-VM 1956 innehöll bara fem lopp och efter en dålig säsong, med en tredjeplats i Sebring 12-timmars som bästa resultat, slutade Jaguar ännu en gång på tredje plats i VM.
Le Mans 24-timmars kördes detta år utanför VM. Sedan fabriksteamets bilar försvunnit en efter en, ordnade privatstallet Ecurie Ecosse segern genom Ron Flockhart och Ninian Sanderson. 

### Sportvagns-VM 1957
1957 hade Jaguar officiellt dragit sig ur motorsporten, men stödet till privatstallen var fortfarande omfattande. Ecurie Ecosse tog ännu en seger på Le Mans genom Flockhart och Bueb. Det blev Jaguars femte Le Mans-seger, och man tangerade därmed Bentleys segersvit från 1920-talet.
Efter en tredjeplats på Sebring 12-timmars, genom Hawthorn och Bueb, slutade Jaguar återigen på en tredjeplats i VM.
Till 1958 beslutade FIA att begränsa motorstorleken i sportvagns-VM till tre liter. Därmed uteslöts D-Type från VM-serien och det skulle dröja nästan 30 år innan Jaguar kom tillbaka till sportvagnsracingen igen.